# Narodowy Ruch Oporu Mozambiku
Narodowy Ruch Oporu Mozambiku (port. Resistência Nacional Moçambicana, RENAMO) – antyrządowa organizacja partyzancka, a następnie prawicowa partia polityczna w Mozambiku. Jej przywódcą jest Afonso Dhlakama.

## Historia
Ugrupowanie zostało założone w 1976 roku przez białych oficerów rodezyjskich. Celem utworzenia RENAMO miało być wywołanie konfliktu wewnętrznego i wstrzymanie mozambickiej pomocy dla czarnoskórych partyzantów w Rodezji. Funkcjonariusze rodezyjscy do utworzenia struktur RENAMO zwerbowali niezadowolonych członków Frontu Wyzwolenia Mozambiku. Działacze ci byli krytyczni względem marksistowskich reform rządu. Istotnego wsparcia partyzantce udzielił też apartheidowski rząd Republiki Południowej Afryki. Siły partyzanckie w walce z rządem stosowały początkowo sabotaż gospodarczy i ataki na infrastrukturę, z czasem rozpoczęły ataki na miasta i wsie. Metodą zastraszenia społeczeństwa stosowaną przez RENAMO stały się masakry cywilów które stały się powszechne. Pod koniec lat 80. działania RENAMO doprowadziły do śmierci co najmniej 100 tysięcy osób i ucieczki z kraju miliona mieszkańców. Stabilizację kraju umożliwiła interwencja wojskowa sąsiednich państw – Zambii, Zimbabwe (którego obszar RENAMO bezskutecznie atakowało w odwecie) i Tanzanii.
Po transformacji ustrojowej Mozambiku w system wielopartyjny o wolnorynkowej gospodarce, RENAMO rozpoczęło z rządem rozmowy pokojowe. Porozumienie pokojowe podpisano w Rzymie pod egidą ONZ w 1992. Na jego mocy RENAMO przekształciło się w partię polityczną z Dhlakamą jako liderem. W 1994 lider partii wziął udział w pierwszych wolnych wyborach prezydenckich w Mozambiku. Przegrał jednak z kandydatem FRELIMO, Joaquimem Chissano (53,3% głosów), zdobywając 33,7% głosów poparcia. W latach 1999–2000 partia była częścią koalicji partii opozycyjnych.
W 1999 Dhlakama ponownie wystartował w wyborach prezydenckich, ponownie przegrywając z Chissano, tym razem stosunkiem głosów 47,7% do 52,3%. W wyborach prezydenckich w grudniu 2004 po raz trzeci uległ kandydatowi, uzyskawszy 31,7% głosów poparcia.
Wybory generalnie w październiku 2009 po raz kolejny okazały się porażką Dhklamy, który uzyskał 16,41% głosów. W wyborach parlamentarnych partia zmniejszyła stan posiadania z 90 do 51 mandatów w parlamencie.
21 października 2013 RENAMO wypowiedziało układ pokojowy z 1992. Już wcześniej, bo w kwietniu i czerwcu 2013 dochodziło do starć między armią a RENAMO, a w atakach bojówki zginęło 11 żołnierzy i policjantów oraz sześciu cywilów. Układ pokojowy wznowiono w 2014 roku.